# Конституция на Словения
Конституцията на Словения е приета на 23 декември 1991 година, в сила е от 23 декември 1991 година.

## Структура
Конституцията на Словения се състои от 174 члена, поделени на 10 раздела:
1. Общи приложения
2. Права на човека и основни свободи
3. Икономически и социални отношения
4. Организация на държавата
5. Самоуправление
6. Публични финанси
7. Реда и законността
8. Конституционният съд
9. Процедура за изменение на Конституцията на Словения
10. Преходни и заключителни разпоредби